# شکربوته داسی‌برگ
شکربوته داسی‌برگ (نام علمی: Protea petiolaris) نام یک گونه از سرده شکربوته‌ها است.